# Torre de Vilanna
La Torre de Vilanna és una masia de Bescanó (Gironès) inclosa a l'Inventari del Patrimoni Arquitectònic de Catalunya.

## Descripció
Masia formada per diverses edificacions, essent les principals el mas, de dos pisos, la capella adossada al mas per la façana est, una torre adossada a la masia pel costat oest, únic element de fortificació conservat, i l'antiga masoveria adossada a la torre per ponent.
La torre és de planta lleugerament rectangular, aproximadament de 5 x 6 metres de costat, de cinc pisos. Presenta petites finestres al pis superior i és coronat per merlets, possiblement neomedievals. El parament de la torre és arrebossat, sense ser visible observar el tipus d'obra, a banda dels encadenats cantoners. D'acord amb els múltiples paral·lels, és probable que es tracti d'una torre dels segles XVI o XVII, si bé poden romandre-hi restes de la fortificació medieval.

## Història
S'ha interpretat que la masia ocupa el lloc de l'anomenada Força dels Pujols, documentada l'any 1406. El lloc dels Pujols apareix ja en documents de l'any 993. La capella actual correspon a una reconstrucció del 1906, per bé que de l'original apareix documentada l'any 1364 i està dedicada a Sant Miquel.